# Норт-Істем (Массачусетс)
Норт-Істем (англ. North Eastham) — переписна місцевість (CDP) в США, в окрузі Барнстебел штату Массачусетс. Населення — 2296 осіб (2020).

## Географія
Норт-Істем розташований за координатами 41°49′49″ пн. ш. 70°0′14″ зх. д. / 41.83028° пн. ш. 70.00389° зх. д. (41.830341, -70.003948).  За даними Бюро перепису населення США в 2010 році переписна місцевість мала площу 30,94 км², з яких 8,90 км² — суходіл та 22,04 км² — водойми.

## Демографія
Згідно з переписом 2010 року, у переписній місцевості мешкало 1806 осіб у 886 домогосподарствах у складі 553 родин. Густота населення становила 58 осіб/км².  Було 2836 помешкань (92/км²).
Расовий склад населення:
| - 97,8 % — білих - 0,4 % — корінних американців - 0,3 % — чорних або афроамериканців - 0,3 % — азіатів - 0,2 % — вихідців з тихоокеанських островів |

До двох чи більше рас належало 1,1 %. Частка іспаномовних становила 0,8 % від усіх жителів.
За віковим діапазоном населення розподілялося таким чином: 11,5 % — особи молодші 18 років, 52,8 % — особи у віці 18—64 років, 35,7 % — особи у віці 65 років та старші. Медіана віку мешканця становила 58,2 року. На 100 осіб жіночої статі у переписній місцевості припадало 88,9 чоловіків;  на 100 жінок у віці від 18 років та старших — 87,2 чоловіків також старших 18 років.
Середній дохід на одне домашнє господарство  становив 70 208 доларів США (медіана — 52 344), а середній дохід на одну сім'ю — 80 731 долар (медіана — 59 688). За межею бідності перебувало 3,1 % осіб, у тому числі 1,6 % дітей у віці до 18 років та 3,8 % осіб у віці 65 років та старших.
Цивільне працевлаштоване населення становило 718 осіб. Основні галузі зайнятості: науковці, спеціалісти, менеджери — 17,5 %, роздрібна торгівля — 16,2 %, фінанси, страхування та нерухомість — 14,8 %.